# Aleksandr Remí
Aleksandr Gavrílovich Remí (del ruso: Александр Гаврилович Реми) (San Petersburgo, 1807 - 1871) era un mayor-general ruso, hermano del poeta ruso Mijaíl Lérmontov.

## Biografía
Aleksandr Remí nació en 1807 en la ciudad de San Petersburgo en el seno de una familia noble rusa llamada Remí de ascendencia suiza. Los antepasados de Remí llegaron a Rusia en 1787, cuando el oficial Jean Gabriel Rémi se alistó en el cuerpo de la ingenieros de San Petersburgo.
Remí comenzó su servicio militar en la caballería en 1826. Hasta 1835 sirvió en el primer regimiento Bugsk uhlan, siendo el último capitán de caballería en el regimiento uhlan de San Petersburgo, oficial hermano de Mijaíl Lérmontov. Aleksandr Remí fue designado oficial para las operaciones especiales en la comandancia del general Jomutov de los cosacos de Don Voisko y fue promovido a la fila de  tenientecoronel en abril de 1840. Remí se fue para Novocherkassk en mayo de 1840, encontrándose en Moscú a su amigo Mijaíl Lérmontov que era el jefe del Cáucaso para el exilio. Hicieron el viaje a Novocherkassk juntos, haciendo una parada en Taganrog en la casa de los parientes de Remí. La caja de puros regalada a Remí por Lérmontov se puede ver en el museo de Tarjani (музей-заповедник «Тарханы»). 
Aleksandr Remí participó en varias guerras y llegó a ser nombrado a lo largo de su carrera caballero de segunda clase de la Orden de San Estanislao, caballero de primera clase de la Orden de San Vladimiro y con una cinta, y caballero de tercera clase de la Orden de Santa Ana también con cinta, 
También recibió una medalla de plata al valor, y en el vigésimo quinto aniversario de su servicio militar, a Remí se le nombró con una caballero de cuarta clase de la Orden de San Jorge. 
En 1868 fue ascendido a mayor-general. Después de la dimisión, el general recibió varias tierras dentro de la provincia de Don Voisko (una de las aldeas se bautizó con el nombre de Removka). Aleksandr Remí se asentó en Taganrog, en donde adquirió varias casas, incluyendo la mansión del gobernador de Taganrog Piotr Papkov en Malaya Birzhevaya Ulitsa (ahora Ulitsa Shchmidta). Remí tomó parte activa en los asuntos de la ciudad: era miembro del comité para la construcción del teatro de Taganrog y de la sociedad de la caridad. Murió en 1871 en un accidente del tren cerca de Novocherkassk.

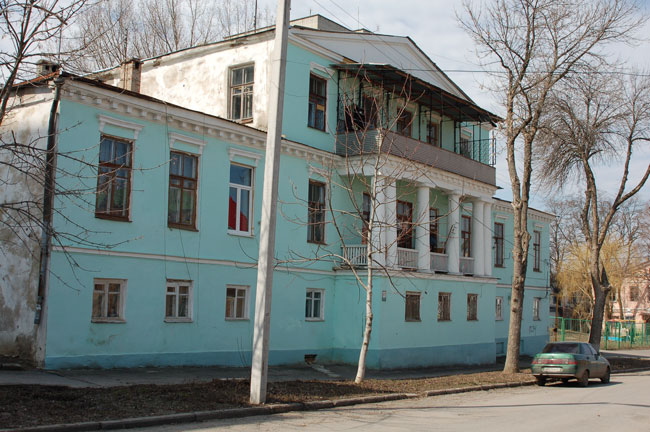
La mansión de Remí (1810) en Taganrog. © TaganrogCity.Com.

La mansión de Aleksandr Remí albergó a los recién Pável Chéjov y de Yevgeniya Chéjova, los padres del escritor ruso Antón Chéjov, que alquilaron uno de los cuartos entre 1854-1855. Esto dio a Antón Chéjov el adorno para su historia "la casa con un ático" en 1896.
- Datos: Q4393138
- Multimedia: Alexandre Remi / Q4393138